# Leymus yiunensis
Leymus yiunensis là một loài thực vật có hoa trong họ Hòa thảo. Loài này được N.R.Cui & D.F.Cui mô tả khoa học đầu tiên năm 1996.